# Galumna egregia
Galumna egregia är en kvalsterart som beskrevs av Sellnick 1923. Galumna egregia ingår i släktet Galumna och familjen Galumnidae. Inga underarter finns listade i Catalogue of Life.